# Řeporyje
Řeporyje est un quartier pragois situé dans le sud-ouest de la capitale tchèque, appartenant à l'arrondissement de Prague 13, d'une superficie de 9 870 hectares. En 2007, la population était de 2128 habitants. 
La ville est devenue une partie de Prague en 1974.